# مشاة البحرية الفرنسية

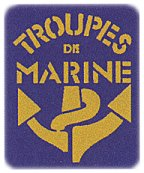
شعار شارة القوات البحرية

القوات البحرية الفرنسية (فرنسية: Marine Nationale, lit. 'National Navy') بشكل غير رسمي "La Royale" ، هي الذراع البحري للقوات المسلحة الفرنسية. يعود تاريخ البحرية الفرنسية إلى عام 1624 ، وهي واحدة من أقدم القوات البحرية في العالم. شاركت في صراعات حول العالم ولعبت دورًا رئيسيًا في تأسيس الإمبراطورية الاستعمارية الفرنسية.